# Alfonso Prada
Hernando Alfonso Prada Gil, né le 6 octobre 1963 à Bogota, est un avocat, professeur d'université et homme politique colombien.
En 2022, il est nommé ministre de l'Intérieur et porte-parole officiel du gouvernement de Gustavo Petro.
Il est actuellement ambassadeur de Colombie en France depuis le 13 juillet 2023.